# ThyssenKrupp
ThyssenKrupp AG är en tysk industrikoncern med huvudkontor i Essen och Duisburg.

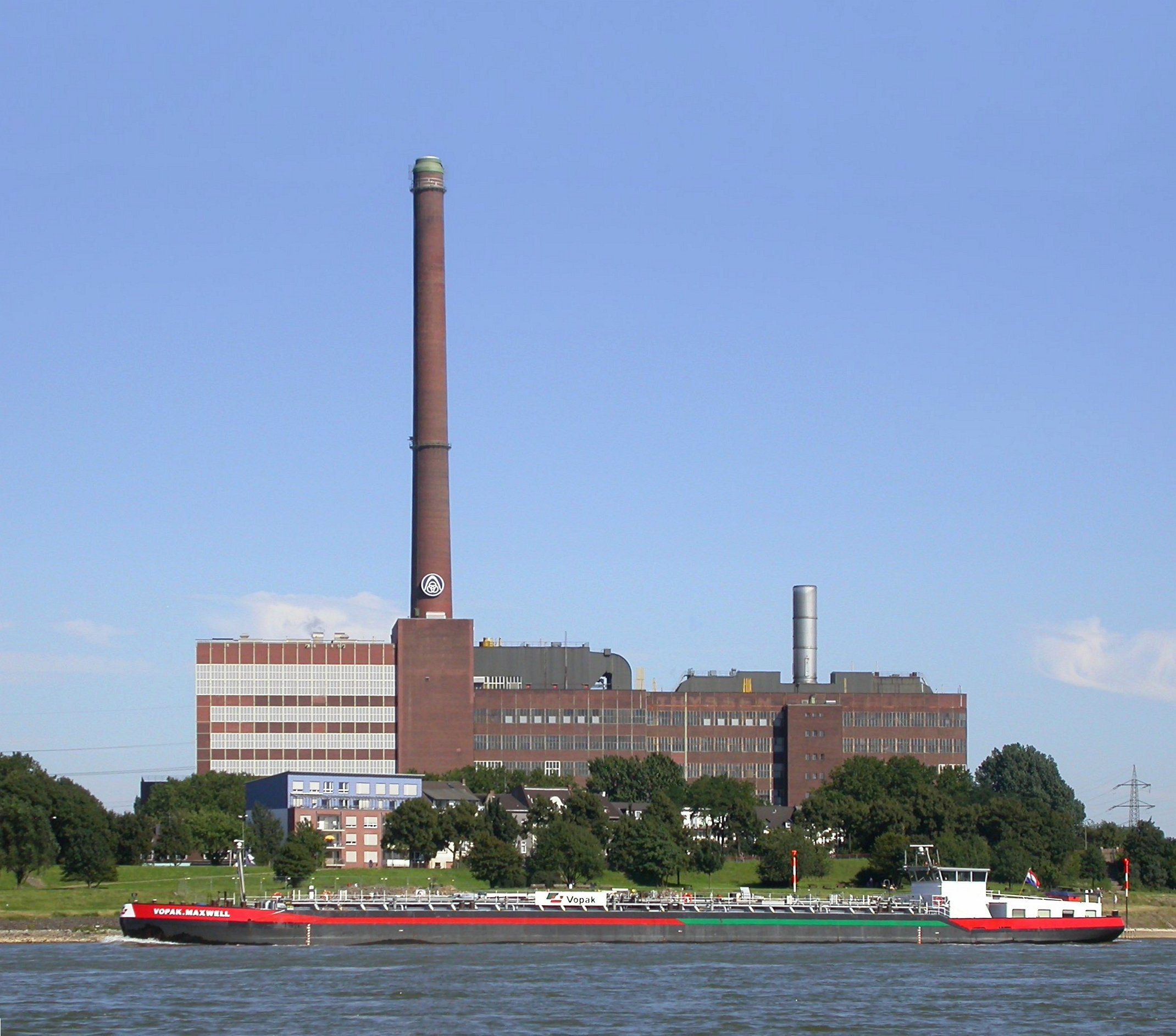
ThyssenKrupps Kraftverk "Hermann Wenzel".

ThyssenKrupp bildades 1999 då Thyssen och Kruppkoncernen gick samman. En stor omstrukturering följde där man moderniserade de båda gamla stålkoncernerna och delvis ändrade inriktning med bland annat en större del av företaget inriktat på olika typer av tjänster och framförallt att man koncentrerade sig på teknologi och tillverkning där stål ingår. Bland de nya projekten kan nämnas företagets skapande av stålkonstruktionen till Arena AufSchalke i Gelsenkirchen.

## Historia
För koncernens historia före sammanslagningen 1999, se Kruppkoncernen och Thyssen
ThyssenKrupp har sitt ursprung i Thyssen och Krupp. Dessa företag kom under 1800-talet att utvecklas till de största kol- och stålindustrierna i Tyskland och världen. De tillhörde var för sig pionjärerna i Tysklands industrialisering från det att landet enats under Bismarck 1871. 
- Kruppkoncernen
- Thyssen

## Verksamhetsområden

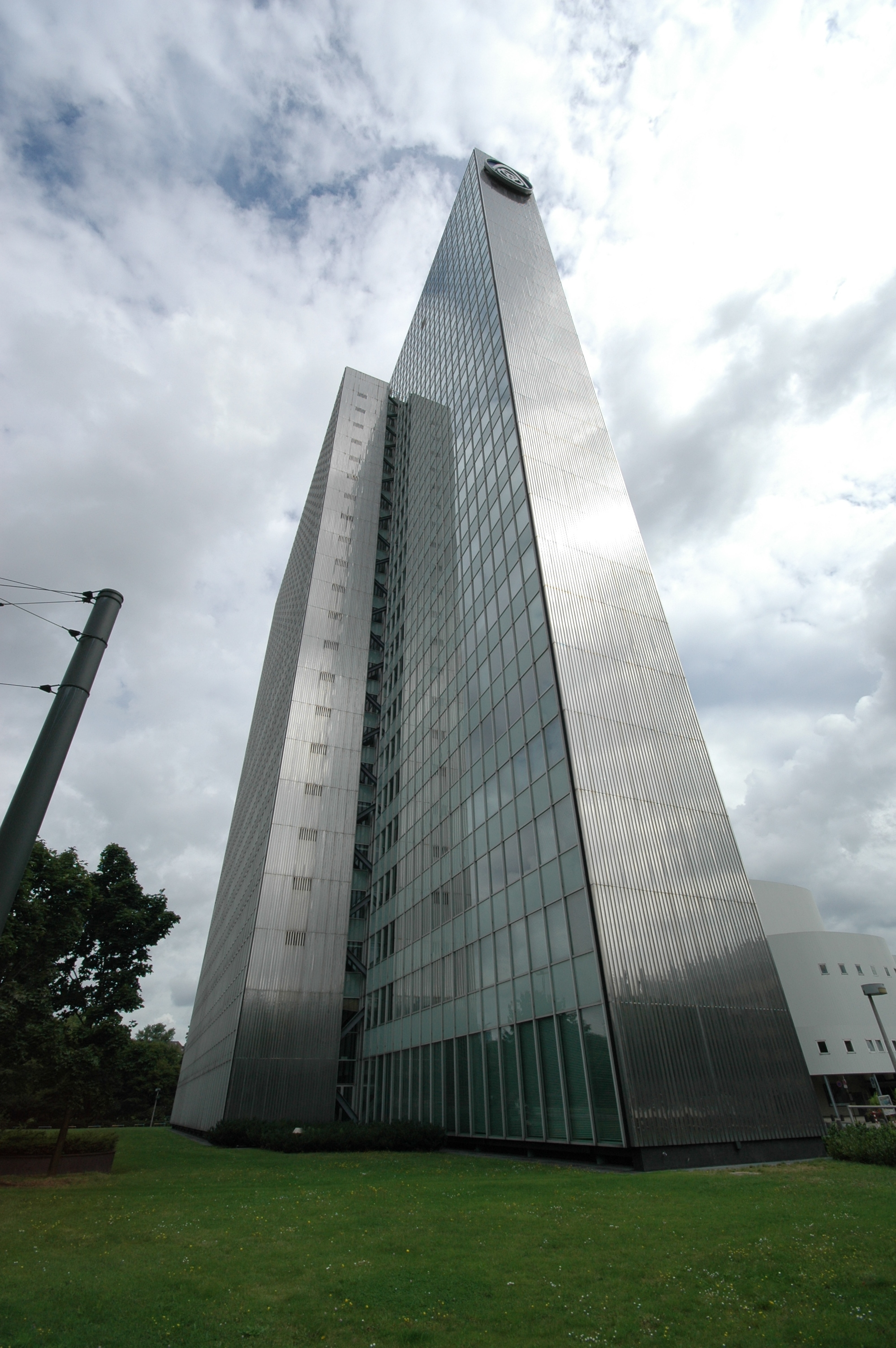
ThyssenKrupps före detta huvudkontor Thyssen-Haus i Düsseldorf.

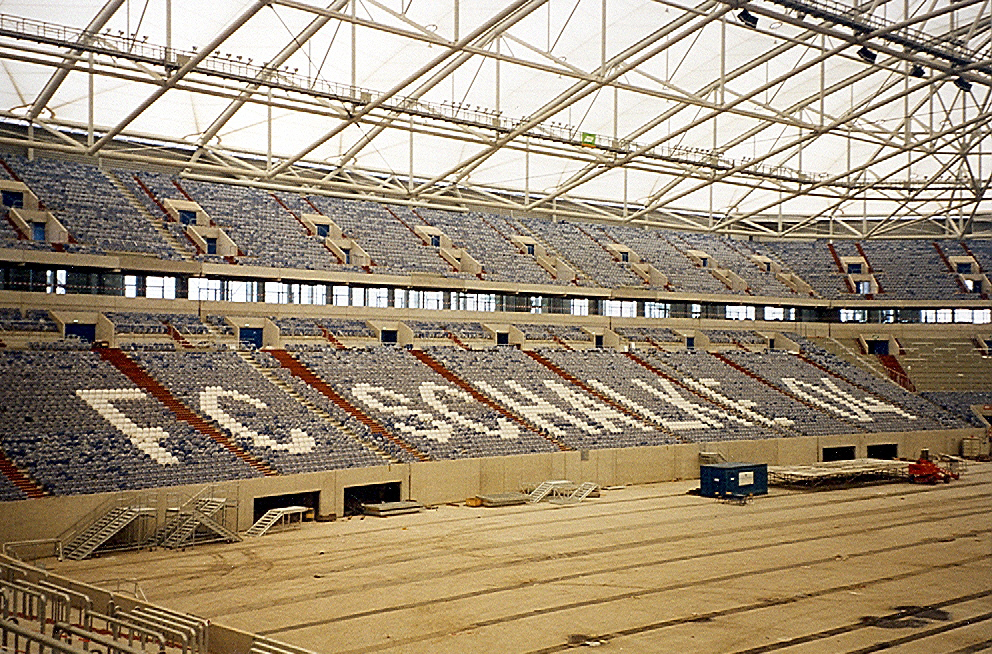
FC Schalke 04:s Veltins-Arenas stålkonstruktion gjordes av ThyssenKrupp.

ThyssenKrupps olika verksamheter enligt företagets engelska terminologi.
- Steel
- Stainless
- Automotive
- Technologies
- Elevator
- Services
- ThyssenKrupp Marine Systems

## Personer
- Berthold Beitz
- Ekkehard Schulz
- Gerhard Cromme

## Produktionsorter
- Essen
- Duisburg
- Dortmund
- Bochum
- Hamburg
- Krefeld